# Crespadoro
Crespadoro (velenceiül Crespaòro)település Olaszországban, Veneto régióban, Vicenza megyében. Lakosainak száma 1260 fő (2023. január 1.). Crespadoro Ala, Recoaro Terme, Selva di Progno, Valdagno, Altissimo és Vestenanova községekkel határos.

## Népesség
A település népességének változása:
| Lakosok száma | 1317 | 1322 | 1260 |
|               | 2017 | 2018 | 2023 |